# 北九州港

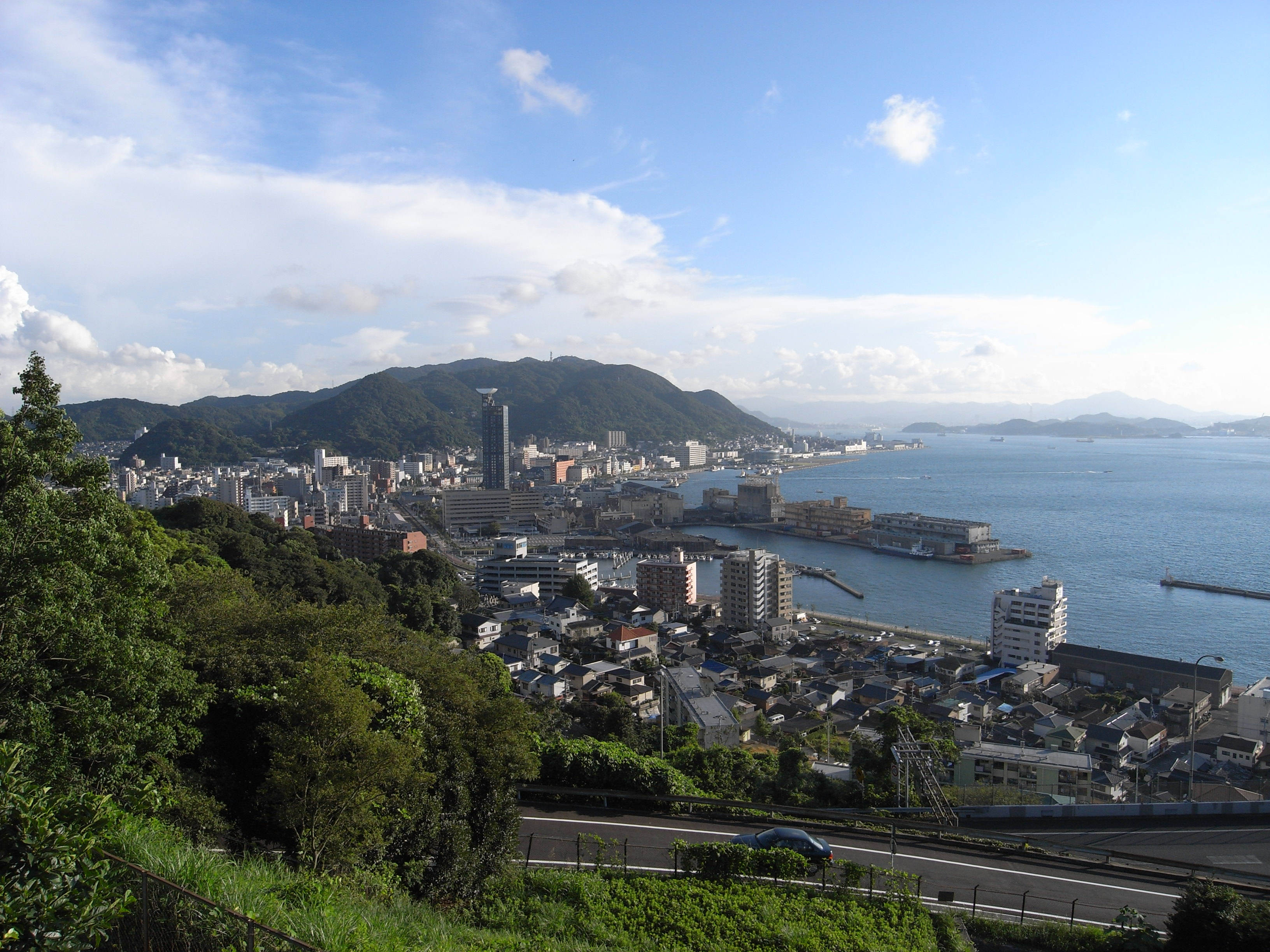
門司港地区

北九州港（日语：／ Kitakyūshyū kō）是位於日本福岡縣北九州市的港口。北九州港是九州北部地區規模最大的港口之一，和下關港合稱關門港，並被指定為國際據點港灣和中樞國際港灣。港灣管理者是北九州市。北九州港地處九州和中國地區的中部，在日本是神戶港以西最大的港口，並且是日本三大旅客港之一。1889年，門司港北指定為特別輸出港，開啟了北九州港的歷史。現在北九州的港區面積達16,061公頃，位居日本第四，港區主要由門司港和小倉港兩個部分構成。